# Grote zaagpootspinnendoder
De grote zaagpootspinnendoder (Priocnemis perturbator) is een vliesvleugelig insect uit de familie van de spinnendoders (Pompilidae). De wetenschappelijke naam van de soort is voor het eerst geldig gepubliceerd in 1780 door Harris.